# Anders Överström
Anders Överström (Mariehamn, Åland, 25 november 1985) is een Fins voormalig voetballer die als doelman bij IFK Mariehamn speelde. Op enkele wedstrijden na bij IF Finströms Kamraterna speelde hij al zijn gehele carrière bij deze club. Ook speelde Överström bij het Ålands voetbalelftal.